# John Osborne

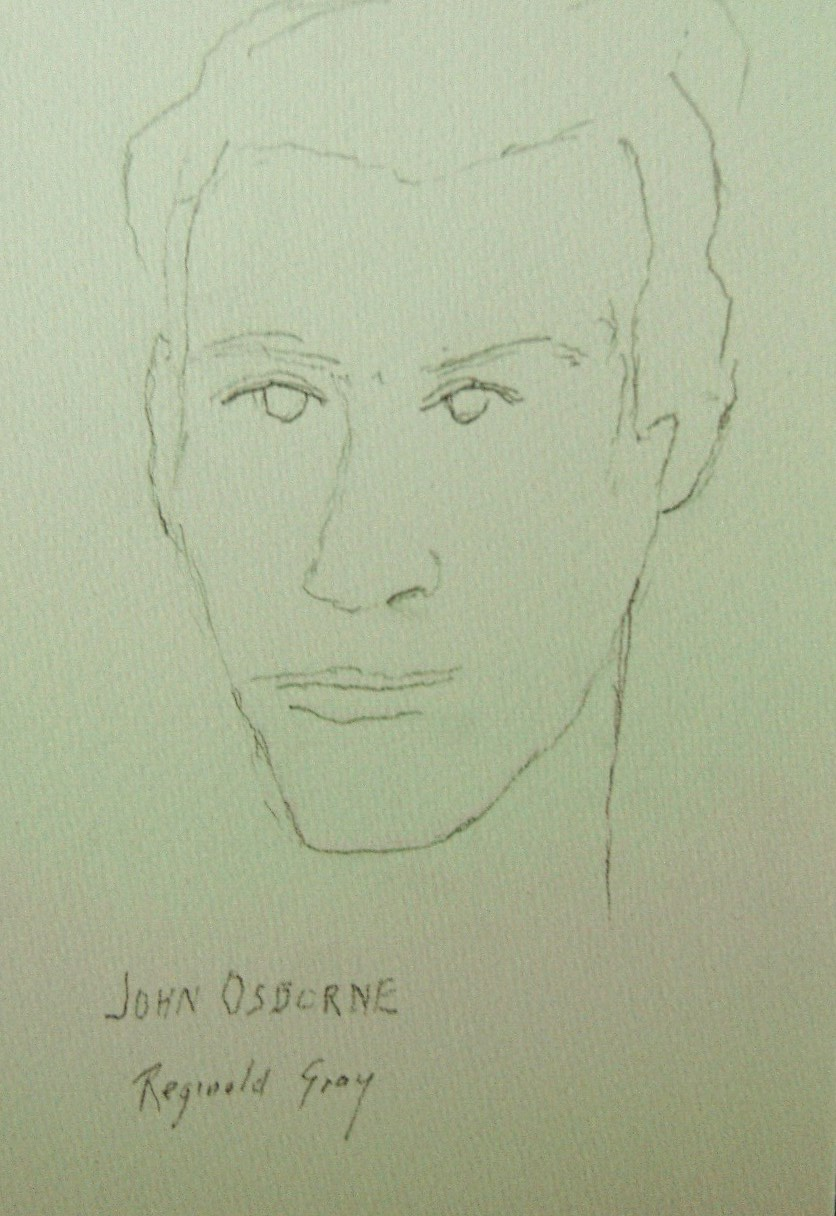
John Osborne, getekend door Reginald Gray (1957)

John James Osborne (Londen, 12 december 1929 – Clun, Shropshire, 24 december 1994) was een Brits toneelacteur, toneelschrijver en scenarist. Hij was afkomstig uit de lagere middenklasse; zijn vader was copywriter, zijn moeder kelnerin.

## Biografie
Na de dood van zijn vader in 1941 volgde hij enige jaren een goede opleiding in Devon, maar kon op school niet aarden. Hij keerde terug naar Londen, waar hij in contact kwam met het reizende toneelgezelschap van Anthony Creighton. Daar leerde hij het theatervak en schreef enkele stukken met Creighton samen, waaronder Epitaph for George Dillon (1958). Tot kort voor zijn dood bleef hij ook zelf toneelspelen.
Zijn derde stuk Look Back in Anger (1956) betekende een wereldwijde doorbraak, die de Britse toneelcultuur op zijn kop zette. Een gehele groep naoorlogse Britse auteurs werd naar dit stuk de Angry Young Men genoemd. Ook zijn invloed op Edward Albee is onmiskenbaar (Who is afraid of Virginia Woolf?, 1962).
Osbornes privéleven was even tumultueus als zijn werk. Hij trouwde vijfmaal en bedroog en mishandelde zijn echtgenotes regelmatig. Ook had hij een zeer slechte relatie met zijn dochter Nolan, kind uit zijn (derde) huwelijk met Penelope Gilliatt, beschreven door zijn biograaf John Heilpern. Toen zij 17 jaar oud was, verliet ze het ouderlijk huis, waarna ze haar vader nooit meer sprak. Osborne stierf in 1994 aan de gevolgen van zeven jaar  diabetes.

## Werk
Look Back in Anger werd aanvankelijk door alle gezelschappen geweigerd, tot Osborne het opstuurde aan een nieuw, zieltogend gezelschap, onder leiding van regisseur Tony Richardson.
Jimmy Porter, de hoofdpersoon, woont samen met zijn zwangere vrouw Alice en zijn beste vriend Cliff, en houdt zich met kleine baantjes ternauwernood in leven. Hij terroriseert zijn vrouw, hoofdzakelijk omdat zij van betere afkomst is. Haar vriendin Helena komt bij hen logeren, maar dit om een oude liefde die tussen haar en Jimmy bestond, nieuw leven in te blazen. Zij brengt Alison zover dat zij zich laat ophalen door haar vader. In het derde bedrijf keert Alison terug met de mededeling dat ze een miskraam heeft gehad; heel voorzichtig komen Jimmy en Alison weer tot elkaar en Helena vertrekt, omdat zij niet verder wil met Jimmy.
Hoewel het stuk aanvankelijk werd afgekraakt, prees de meest invloedrijke recensent van die tijd het stuk de hemel in. Er volgde een stormachtige ontvangst in Londens West End en op Broadway; in 1958 werd het verfilmd met Richard Burton, Claire Bloom en Osbornes toenmalige vrouw Mary Ure.
In 1957 volgde een nieuwe theaterhit, The Entertainer met Laurence Olivier in de hoofdrol, die in 1960 werd verfilmd. Met Inadmissible Evidence (1964) completeerde hij een trilogie die niet alleen een beeld geeft van kleinburgerlijke ellende (ook wel genoemd kitchen sink drama), maar de teloorgang van Engeland als wereldnatie symboliseert (karakterisering van David Hare in een bekend geworden grafrede).
Latere stukken zijn een aaneenrijging van successen (Luther (1961), dat Martin Luther portretteert als rebel) en flops. Wel ontving hij in 1963 nog een Oscar voor zijn scenario Tom Jones, naar de roman van Henry Fielding.